# Andriy Vasylyuk
Andriy Vasylyuk, né le 29 août 1987 à Nijyn, est un coureur cycliste ukrainien.

## Biographie
Andriy Vasylyuk naît le 29 août 1987 à Nijyn, en République socialiste soviétique d'Ukraine.
Membre d'Ukraine Neri Sottolo en 2007 et de Danieli en 2008, il entre dans l'équipe Kolss en 2010.
Fin juillet 2019, il est sélectionné pour représenter son pays aux championnats d'Europe de cyclisme sur route. Il s'adjuge à cette occasion la trente-et-unième place du contre-la-montre individuel.

## Palmarès
- 2010[1]
  - 2e du Tour de Ribas
  - 3e du championnat d'Ukraine du contre-la-montre
- 2011
  - 2e étape du Tour de Ribas
  - 2e du championnat d'Ukraine du critérium
- 2013
  -  Champion d'Ukraine du contre-la-montre
  - Prologue des Cinq anneaux de Moscou
  - Prologue du Tour de Roumanie (contre-la-montre par équipes)
- 2014
  -  Champion d'Ukraine du contre-la-montre
- 2015
  - Classement général du Podlasie Tour
  - 3e du championnat d'Ukraine du contre-la-montre
- 2016
  -  Champion d'Ukraine du contre-la-montre
  - 2ea étape du Tour d'Ukraine (contre-la-montre par équipes)
  - 12e étape du Tour du lac Qinghai (contre-la-montre)
  - Tour de Ribas
  - 2e du Baltic Chain Tour
- 2017
  - 2e étape du Tour d'Ukraine (contre-la-montre par équipes)
  - 2e du Tour d'Ukraine
  - 2e du championnat d'Ukraine du contre-la-montre
  - 2e du Tour de Ribas
  - 3e du Tour de Bulgarie-Sud
- 2019
  - Chabany Race
  - Horizon Park Classic
  - 2e du championnat d'Ukraine du contre-la-montre
  - 3e du Tour du lac Poyang
- 2020
  - 3e du Grand Prix Develi
  - 3e du Grand Prix World's Best High Altitude
  - 3e du championnat d'Ukraine du contre-la-montre

## Classements mondiaux
| Année           | 2008 | 2009 | 2010 | 2011 | 2012  | 2013 | 2014 | 2015 | 2016 | 2017 | 2018   |
| --------------- | ---- | ---- | ---- | ---- | ----- | ---- | ---- | ---- | ---- | ---- | ------ |
| UCI Asia Tour   | 285e |      |      |      |       | 221e | 352e | 124e | 76e  | 155e | 207e   |
| UCI Europe Tour |      |      |      | 515e | 1067e | 279e | 520e | 231e | 293e | 125e | 1 242e |